# Härshultasjön
Härshultasjön är en sjö i Aneby kommun och Jönköpings kommun i Småland och ingår i Motala ströms huvudavrinningsområde. Sjön har en area på 0,461 kvadratkilometer och ligger 254 meter över havet.

## Delavrinningsområde
Härshultasjön ingår i det delavrinningsområde (641380-142319) som SMHI kallar för Utloppet av Ylen. Avrinningsområdets medelhöjd är 267 meter över havet och ytan är 28,77 kvadratkilometer. Räknas de 22 delavrinningsområdena uppströms in blir den ackumulerade arean 299,17 kvadratkilometer. Delavrinningsområdets utflöde Motala Ström mynnar i havet. Delavrinningsområdet består mestadels av skog (43 procent), öppen mark (10 procent) och jordbruk (21 procent). Avrinningsområdet har 6,69 kvadratkilometer vattenytor vilket ger det en sjöprocent på 23,2 procent.